# Стрілецький корпус

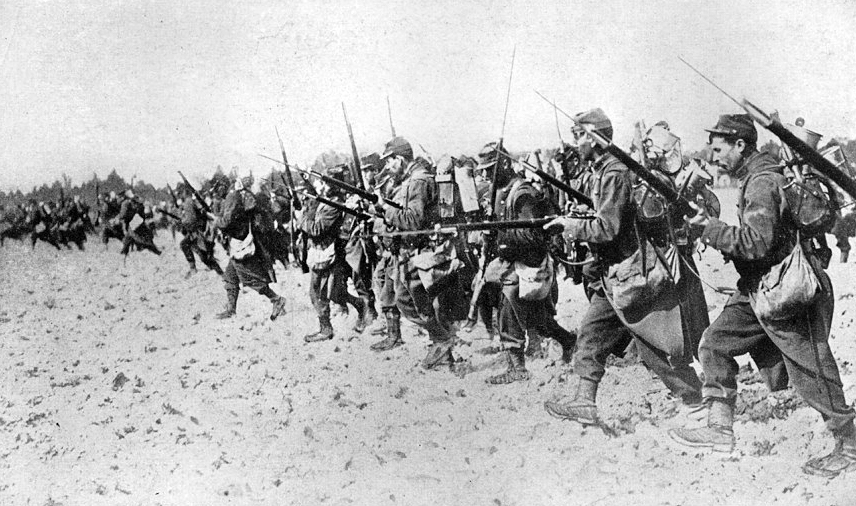
Атака французької піхоти. Перша світова війна

Стріле́цький ко́рпус (СК) (піхотний корпус (пк)) — основне загальновійськове тактичне (оперативно-тактичне) об'єднання сухопутних військ постійного складу в збройних силах, основу якого становили піхотні (механізовані) з'єднання та частини, підрозділи інших родів військ та спеціальних військ, органів управління та забезпечення.

## Історія

### Червона армія
Стрілецькі і гірськострілецькі дивізії об'єднувалися в стрілецькі корпуси, що були вищими тактичними з'єднаннями Сухопутних військ Червоної Армії. До складу корпусу, як правило, входили три стрілецькі дивізії (гірськострілецькі дивізії включалися до складу корпусів, призначених для дій на гірських напрямах, зокрема в Карпатах), а також два корпусні артилерійські полки, окремий зенітний артилерійський дивізіон, саперний батальйон, батальйон зв'язку і декілька спеціальних підрозділів.
Катастрофічні втрати, понесені Червоною Армією в перші місяці війни, зажадали радикальної перебудови стрілецьких військ. Через брак досвідчених командних кадрів для вкомплектовування знов формованих з'єднань і об'єднань довелося ліквідовувати в структурі стрілецьких військ корпусну ланку. Вже до кінця 1941 з 62 корпусних управлінь, тих, що були на початок війни залишилося лише 6. При цьому кількість управлінь загальновійськових армій зросла з 27 до 58.